# Campeonato Sul-Americano de Voleibol Masculino
Campeonato Sul-Americano de Voleibol Masculino é um torneio de seleções de voleibol da América do Sul, organizado a cada dois anos pela Confederação Sul-Americana de Voleibol (CSV).

## Histórico
A primeira edição ocorreu no Brasil em 1951. A competição se repetiu nos anos seguintes com frequência variável. Desde 1967 passou a ser disputada a cada dois anos.
Este torneio sofre um domínio muito marcante da seleção brasileira, que venceu quase todas as edições exceto duas: a de 1964, da qual não participou, e a de 2023.

## Formato da competição
O formato da competição variou pouco com o decorrer das edições. Predominou o turno único em pontos corridos; porém em algumas edições (como em 2009) também se notou a formação de dois grupos.

## Quadro de medalhas
| Ordem | País      | Medalha de ouro | Medalha de prata | Medalha de bronze | Total |
| ----- | --------- | --------------- | ---------------- | ----------------- | ----- |
| 1     | Brasil    | 33              | 1                | 0                 | 34    |
| 2     | Argentina | 2               | 19               | 8                 | 29    |
| 3     | Venezuela | 0               | 10               | 12                | 22    |
| 4     | Uruguai   | 0               | 3                | 3                 | 6     |
| 5     | Chile     | 0               | 1                | 6                 | 7     |
| 6     | Paraguai  | 0               | 1                | 2                 | 3     |
| 7     | Colômbia  | 0               | 0                | 3                 | 3     |
| 8     | Peru      | 0               | 0                | 1                 | 1     |